# Dixa borealis
Dixa borealis är en tvåvingeart som beskrevs av Friedrich Wilhelm Martini 1929. Dixa borealis ingår i släktet Dixa och familjen u-myggor. Arten är reproducerande i Sverige. Inga underarter finns listade i Catalogue of Life.